# Osachila antillensis
Osachila antillensis is een krabbensoort uit de familie van de Aethridae. De wetenschappelijke naam van de soort is voor het eerst geldig gepubliceerd in 1916 door Mary J. Rathbun.